# Guy Barker
Guy Barker (* 26. prosince 1957 Londýn) je britský jazzový trumpetista a skladatel.
Barker se narodil v londýnské čtvrti Chiswick jako syn herečky a kaskadéra. Ve dvanácti letech začal hrát na trubku a během jednoho roku se stal členem National Youth Jazz Orchestra (Národního jazzového orchestru mládeže). Po lekcích od Clarka Terryho v roce 1975 začal Barker v 80. letech hrát s Johnem Dankworthem, Gilem Evansem, Lenou Horneovou a Bobby Watsonem.
V letech 1984 až 1992 byl členem kvintetu Clarka Traceyho, se kterým poté pokračoval v hraní i nadále (stejně jako s Traceyho otcem Stanem). Jako najatý hráč také Barker hrál a nahrával s mnoha dalšími hudebníky, např. s Ornettem Colemanem, Carlou Bleyovou, Frankem Sinatrou nebo Mikem Oldfieldem.
Barker vede svoji vlastní skupinu, která je složena z muzikantů mnoha národností – Perico Sambeat (altsaxofon, Španělsko), Bernardo Sassetti (piano, Portugalsko), Geoff Gascoyne (kontrabas, Spojené království) a Gene Calderazzo (bicí, Spojené státy americké) – pro kterou také skládá.

## Sólová diskografie
- Isn't It? (1991)
- Into the Blue (1994)
- What Love Is (1998)
- The Talented Mr Ripley – Soundtrack (1999)
- Timeswing (2000)
- Soundtrack (2001)